# Jorge Ernesto de Erbach-Wildenstein
El Conde Jorge Ernesto de Erbach-Wildenstein (7 de octubre de 1629-25 de agosto de 1669) fue un príncipe alemán miembro de la Casa de Erbach y gobernante sobre Wildenstein, Kleinheubach y Breuberg.
Era el tercer vástago y segundo hijo varón (aunque el mayor sobreviviente) del Conde Jorge Alberto I de Erbach-Schönberg y de su primera esposa Magdalena, hija del Conde Juan VI de Nassau-Dillenburg.

## Biografía
Después de la muerte de su padre en 1648, gobernó conjuntamente con sus hermanastros sus dominios hasta 1653, cuando cedió Breuberg a Jorge Federico, pero su temprana muerte le permitió reunificar este distrito a su gobierno. Debido a que sus otros tres hermanastros eran todavía menores, Jorge Ernesto continuó con el gobierno en solitario hasta su muerte.
En Fürstenau el 22 de noviembre de 1656 Jorge Ernesto contrajo matrimonio con su tía madrastra Carlota Cristiana (6 de noviembre de 1625 - 13 de agosto de 1677), hija del Conde Jorge Federico II de Hohenlohe-Waldenburg en Schillingsfürst y de su esposa Dorotea Sofía de Solms-Hohensolms. No tuvieron hijos.
Jorge Ernesto murió en Kleinheubach a la edad de 39 años. Debido a que murió sin descendencia, sus dominios fueron heredados por sus hermanastros superviviente, quienes gobernaron conjuntamente hasta 1672, cuando se dividieron sus territorios entre ellos.